# Rode (córka Posejdona)
Rode (także Rodos; gr. Ῥόδη Rhódē, Ῥόδος Rhódos, łac. Rhode, Rhodus) – w mitologii greckiej jedna z nimf.
Uchodziła za córkę boga Posejdona i Halii (lub Amfitryty) albo bogini Afrodyty i nieznanego ojca. Była siostrą Trytona oraz pierwszą (lub drugą) żoną tytana Heliosa, z którym miała siedmiu synów Heliadów: Aktisa, Kandalosa, Kerkafosa, Makara, Ochimosa, Tenagesa, Triopasa.
Jej imieniem nazwano wyspę Rodos.